# Sandro Cuomo
Sandro Cuomo (* 21. Oktober 1962 in Neapel) ist ein ehemaliger italienischer Degenfechter. Mittlerweile arbeitet er als Fechttrainer und Verbandsfunktionär.

## Erfolge
Sandro Cuomo wurde 1989 in Denver, 1990 in Lyon und 1993 in Essen mit der Mannschaft Weltmeister. 1989 gewann er in Denver zudem Silber im Einzel, wie auch schon 1985 in Barcelona im Mannschaftswettbewerb. Darüber hinaus sicherte er sich vier Bronzemedaillen bei Weltmeisterschaften, davon eine in der Einzelkonkurrenz. 1999 wurde Cuomo in Bozen Europameister mit der Mannschaft. Viermal gewann er den italienischen Meistertitel.
Viermal nahm er an Olympischen Spielen teil: 1984 belegte er in Los Angeles in der Einzelkonkurrenz Rang 14, während er mit der Mannschaft das Halbfinale erreichte, in dem Italien Frankreich mit 4:9 unterlag. Das Gefecht um Rang drei gewann die italienische Equipe mit 8:2 gegen Kanada, sodass er gemeinsam mit Stefano Bellone, Angelo Mazzoni, Cosimo Ferro und Roberto Manzi die Bronzemedaille erhielt. In Seoul verpasste er 1988 sowohl mit der Mannschaft als auch im Einzel als Viertplatzierter knapp einen weiteren Medaillengewinn. 1992 schloss er die Olympischen Spiele in Barcelona auf Rang 26 im Einzel und Rang fünf im Mannschaftswettbewerb ab. Bei den Olympischen Spielen 1996 in Atlanta wurde er Fünfter im Einzel, wohingegen er mit der Mannschaft das Finale erreichte, das Italien mit 45:43 gegen Russland gewann. Neben Cuomo wurden Angelo Mazzoni und Maurizio Randazzo somit Olympiasieger.
Cuomo begann nach seiner Karriere als aktiver Fechter beim italienischen Fechtverband als Trainer und Technischer Direktor zu arbeiten.